# 松村精一郎
松村 精一郎（まつむら せいいちろう、嘉永2年（1849年） - 1891年（明治24年）5月10日）は明治時代の漢学者、聾啞教育者。越中国福光町（富山県南砺市）出身。幼少時奇病により聾啞者となる。稲坂謙吉、中村正直等に学び、金沢に聾学校金沢盲啞院を創立したが、2年で廃校となり、その後福光、富山、金沢で漢詩文を教え、また一時期富山で『中越新聞』客員を務めた。

## 生涯

### 生い立ち
嘉永2年（1849年）越中国砺波郡福光村新町（富山県西砺波郡福光町新町村44番地）旧家松村与三郎の次男として生まれた。5歳で宮永菽園に経史の句読を学んだが、6歳で天然痘に罹患、奇病を併発し、7年間病床に伏した結果、聴覚・発話・歩行に障害を負った。快復後、菽園に口構え、指図を受け、自室に籠って読書に勤しみ、14歳で『史記』に精通した。
その後金沢に出て、永山亥軒に経史・詩文、稲坂謙吉に英語を学んだ。なお、稲坂は先に金沢藩医学館でピーテル・ヤコブ・アドリアン・スロイスにヨハン・コンラッド・アンマンの聾教育等について教わっていた。

### 上京
1876年（明治9年）秋石崎桜所を頼って上京し、稲坂謙吉の紹介で中村正直の同人社に入学し、石崎に通訳等の世話を受けながら、栗本鋤雲、重野成斎、蒲生褧亭、山田新川、小山春山等とも交流した。正直は松村の文才は中村にも認められて「聾才子」と称され、『報知新聞』に詩文を寄稿した。また、正直から楽善会訓盲院のことを聞き、障害者教育に関心を持った。
1877年（明治10年）父が死去し、跡を継いだ兄重行が米問屋、製糸業、相場に手を出して失敗したため、1879年（明治12年）帰郷を余儀なくされた。

### 金沢盲啞院
帰途京都に立ち寄り、楽善会訓盲院長大内青巒、高津柏樹の案内で京都訓盲院を見学、10月帰郷後、知人の資産家谷村友吉の援助を取り付け、1880年（明治13年）3月金沢に出て、相馬朔郎、野村彦四郎等と盲啞院の開校準備に入った。直ちに県令千坂高雅、東本願寺石川舜台、島越義順等の協賛を得、4月京都盲啞院を見学し、6月長町川岸に私立金沢盲啞院を設立、梅田九栄と再び京都盲啞院、大阪模範盲啞学校を見学し、8月帰還、9月頃学校の体裁を整えた。
1881年（明治14年）4月授業が実施されるも、当時障害児を学校に通わせる余裕のある家庭は少なく、当初生徒は発話障害の児童2名のみだった。後に生徒は4,5名に増えたものの、不景気、千坂の県令解任、私学の衰退、松村自身の経済感覚の欠如などにより、経営は立ち行かず、1882年（明治15年）4月経営を内山行貫の金沢教育社に任せたが、1883年（明治16年）9月金沢教育社は解散し、金沢盲啞院も廃止された。

### その後の活動
1882年（明治15年）4月上京して王治本と中部地方各地を旅行し、福光に帰郷後、王治本・胡鉄梅を村に招いて交流した。1885年（明治18年）12月福光と高宮を結ぶ土橋が木橋に改架された際に命名を依頼され、豊栄橋（とよさかえばし）と名付けたが、1966年（昭和41年）の改架後は「ほうえいばし」となっている。
1886年（明治19年）春『中越新聞』客員として富山市に招かれ、傍ら神江吟社を設立して詩文の添削を行った。この頃、栗本鋤雲に依頼された序跋・碑銘の代作を引き受けている。
福光に帰郷後、矢水精舎を開き、詩文の添削を行った。1888年（明治21年）春金沢長町に移って戊子義塾を開き、高等中学校補充科・予科の受験対策を教えたが、尋常中学校が設置されると生徒をこれに入学させ、廃校した。
1890年（明治23年）秋肺炎に罹り、1891年（明治24年）5月10日死去し、福光の先祖代々の墓に葬られた。福光新町の生家は一部現存する。

## 著作

### 刊本
- 『万国地誌階梯』- サミュエル・オーガスタス・ミッチェル（英語版）原著。後に石川県立盲啞学校で利用された[2]。
- 『万国地誌階梯附録字解』
- 『江山勝概』 - 漢文集。
  - 「杉田遊記」 - 寺西痴雲、山田新川と杉田へ観梅に出かけた記録。

### 未刊本
- 『商業地理』 - ルイス・カサルテリ（英語版）原著[1]。
- 『西荘遺稿』 - 漢詩文集[1]。

### 未定稿
- 「江山勝概続編」[1]
- 「地文学」[1]
- 「大日本地誌」[1]
- 「地理捷径」[1]

## 障害者教育史上の位置
私立金沢盲啞院は、京都訓盲院、東京楽善会訓盲院、大阪模範盲啞学校に次いで日本で3番目に開かれた障害者学校である。金沢盲啞院の廃校以後、石川県における障害者教育は、1908年（明治41年）上森捨次郎による私立金沢盲啞学校の創立によりようやく再開されることとなる。
聾者が自ら学校を創立した例としても日本で最も早く、松村の他には松本聾啞学校小岩井是非雄、室蘭聾学校辻本繁、宇部聾啞学堂小林静雄の3名が知られるのみである。

## 親族
- 父：4代松村与三郎 - 酒造業を営んだ。1877年（明治10年）没[2]。
  - 兄：松村権作[1]（5代与三郎重行[2]）
- 先妻 - 福光前村家出身[1]。
  - 子：松村国太郎[1]
- 後妻 - 名古屋神保家出身[1]。
  - 子：松村桓（たけし） - 軍医中将。太平洋戦争中、陸軍兵器本部医務部長として[7]毒ガスを研究[1]。
    - 孫 - 東北大学理学部教授[1]。

  - 子：松村千之 - 東京銀座で料理店トロイカを経営[1]。
  - 子：松村蓑吉 - 海軍大佐[1]。
- 庶子：松村国夫 - 広島郵便局長[1]。

年下の親戚に政治家松村謙三がいたが、関係は未詳。